# ドミニカ共和国海軍
ドミニカ共和国海軍（西：Marina de Guerra Dominicana）は、ドミニカ共和国の海軍。

## 歴史
1844年2月27日にハイチから独立を勝ち取った後、海軍が必要となった。当初は3隻のスクーナー、「セパラシオン・ドミニカーナ（Separacion Dominicana）」（旗艦）、「マリア・チカ（Maria Chica）」、「レオノール（Leonor）」が就役する。1844年4月23日、ドミニカ共和国国民会議は海軍の必要性を認め1844年海軍法が施行し海軍が創設される。すでに同年4月15日にはトルトゥゲーロの戦い（en:Battle of Tortuguero）で、フアン・バウティスタ・カンビアーソ提督に指揮されハイチ軍艦6隻を沈めていた。
1965年のドミニカ内戦の際にはクーデターに反対し空軍の支援の下で国立宮殿（Palacio Nacional）を砲撃した。

## 組織
海軍参謀総長（Jefe de Estado Mayor de la Marina de Guerra）の下、以下の職位・組織がある。2009年時点で総員4,000人。
- 総司令部
- 参謀次長
- 監察官

### 海軍参謀本部
- 人事参謀
  - 人事補佐官
  - 参謀総長付補佐官
  - 補助官
- 部
  - 第1部（M-1、人事）
  - 第2部（M-2、情報）
  - 第3部（M-3、作戦）
  - 第4部（M-4、兵站）
  - 第5部（M-5、民間問題）
  - 第6部（M-6、通信）
- 特別参謀
  - 軍艦修理開発局
  - 海軍工廠
  - 基地管理局
  - 組織教義局
  - 法務部
  - 情報部
  - 宗教部
  - スポーツ部

## 階級
| 士官           |                             |  |
| 海軍中将       | Almirante                   |  |
| 海軍少将       | Vicealmirante               |  |
| 海軍准将       | Contralmirante              |  |
| 海軍大佐       | Capitán de Navío            |  |
| 海軍中佐       | Capitán de Fragata          |  |
| 海軍少佐       | Capitán de Corbeta          |  |
| 海軍大尉       | Teniente de Navío           |  |
| 海軍中尉       | Alférez de Navío            |  |
| 海軍少尉       | Alférez de Fragata          |  |
| 海軍士官候補生 | Guardia Marina              |  |
| 下士官         |                             |  |
| 最先任管理曹長 | Sargento Administración A&C |  |
| 曹長           | Sargento Mayor              |  |
| 軍曹           | Sargento                    |  |
| 伍長           | Cabo                        |  |
| 兵卒           |                             |  |
| 水兵           | Marinero                    |  |

## 主要基地・施設
- ベインティシエ・デ・フェブレロ海軍基地（Base Naval "27 de Febrero"）、サントドミンゴ
- ラスカルデラス海軍基地（Base Naval de Las Calderas）、ペラビア州

## 装備

### 艦艇
2011年6月現在。『Jane's Fighting Ships 2011-2012』より。
歴代艦艇については「ドミニカ共和国海軍艦艇一覧」を参照。
哨戒艇
- Balsam級×2

アルミランテ・ディディエス・ブルゴス（PA301 Almirante Didiez Burgos） - 1943年
（PA302 Almirante Juan Alexandro Acosta） - 1943年
- White Sumac級×2

トルトゥゲーロ（PA203 Tortuguero） - 1944年
カポティージョ（PA204 Capotillo） - 1943年
- Swiftship 110フィート型×2

カノプス（CG107 Canopus） - 1984年
オリオン（CG109 Orión） - 1984年
- ポイント級×3

アリエス（GC101 Aries） - 1970年
アンタレス（GC105 Antares） - 1970年
シリウス（GC110 Sirius） - 1966年
- ベジャトリックス級×4

プロシオン（GC103 Procion） - 1967年
アルデバラン（GC104 Aldebarán） - 1972年
ベジャトリックス（GC106 Bellatrix） - 1967年
カペラ（GC108 Capella） - 1968年
- Swiftship 35メートル型×2

アルタイル（GC112 Altair） - 2003年
アルクトゥルス（GC114 Arcturus） - 2004年
- Damen 1505型×4

アマル（LR151 Hamal） - 2004年
ベガ（LR152 Vega） - 2004年
デネブ（LR153 Deneb） - 2005年
アカマル（LR154 Acamar） - 2005年
警備艇
- 4300型×4

カストール（LR155 Castor）、ポジュクス（LR156 Pollux）、アトリア（LR157 Atria）、サウラ（LR158 Shaula）
- 32型×4

エルナト（LR161 Elnath）、ポラリス（LR162 Polaris）、ヌンキ（LR163 Nunki）、（LR164 Dubhe）
- 28型×2

エニフ（LR159 Enif）、リヘル（LR160 Rigel）
汎用揚陸艇（LCU）
- LCU-1600級×1

（LD31 Neyba Commando）
浮ドック
- （DF1 Endeavor）

曳船
- Sotoyomo級×1

（RM3 Enriquillo） - 1945年
港内曳船
- 各型×4

グアロクジャ（RM1 Guarocuya）、グアリオネクス（RM2 Guarionex）、グアロア（RM3 Guaroa）、（RM4 Magua）
浚渫船
- 各型×2

（BD11 Puerto Plata）、サン・ペドロ（BD12 San Pedro）
支援艇
- 各型×8

（LA1 Nizao）、（LA2 Soco）、（LA3 Chavon）、（LA4 Yuma）、（LA5  Cayo）、（LA7 Rio Ozama）、（LA8 Beata）、（LA9 Cayo Levantado）

### 航空機
2011年6月現在。『Jane's Fighting Ships 2011-2012』より。
回転翼機
- ベル OH-58 カイオワ×2